# Maren Niemeyer
Maren Niemeyer (* 8. Mai 1964 in Bremen) ist eine deutsche Journalistin, Dokumentarfilmregisseurin und Kulturmanagerin.

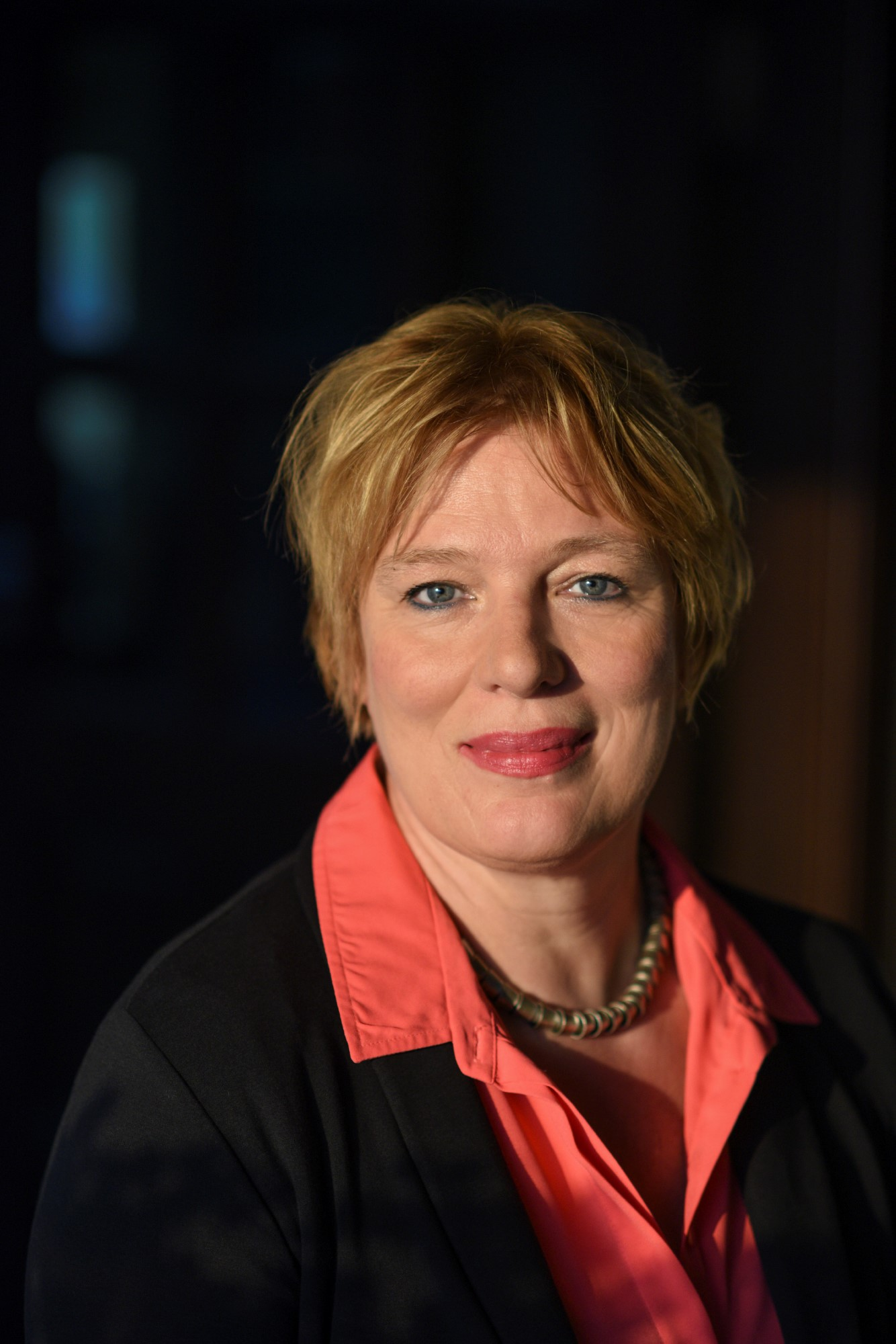
Maren Niemeyer

## Biografie
Niemeyer besuchte das Kippenberg-Gymnasium in Bremen. Von 1984 bis 1990 studierte sie Publizistik, Germanistik- und Filmwissenschaften an der Sorbonne in Paris und an der Freien Universität Berlin. Ab 1986 arbeitete sie als freie Mitarbeiterin bei der Zeitschrift Tempo in Hamburg, für die Neue Ruhr Zeitung in Essen und für das SFB-Jugendfunk-Magazin S-F-Beat. In ihrer Magisterarbeit, die sie im Frühjahr 1990 einreichte, erforschte sie die im Westen weitgehend unbekannte Filmgeschichte der DDR und ihres volkseigenen Filmunternehmens DEFA.
1991 ging Niemeyer in die USA und blieb dort für vier Monate als Arthur-F.-Burns-Stipendiatin bei der CBS-Filiale WABI TV in Bangor (Maine) und dem Public-Radio-Sender WUSF in Tampa, Florida. Danach war sie von 1991 bis 1994 als Berlin- und Ostdeutschland-Korrespondentin für das Interviewmagazin O137 des Pay-TV Senders Premiere tätig.
Seit 1995 arbeitet Niemeyer als Autorin, Redakteurin und Chefin vom Dienst für TV-Sendungen unter anderem für Willemsens Woche und Berlin-Mitte (ZDF), Kulturreport und Sabine Christiansen (ARD), Westart (WDR), Liebe Sünde (Pro 7), Kultur 21 (DW-TV). Von 2000 bis 2006 leitete sie das deutsch-französische ARTE-Frauenmagazin LOLA und die Deutschland-Redaktion des ARTE-Lifestyle-Magazins CHIC. 2007 bis 2009 war sie als Redakteurin in der Zentrale des deutsch-französischen Kultursenders ARTE in Straßburg und in der NDR-ARTE-Redaktion in Hamburg verantwortlich für Kultur- und Dokumentarfilm-Sendeplätze.
Niemeyer arbeitete auch als Produzentin für ARTE, SWR, WDR und Deutsche Welle TV. Unter anderem produzierte sie gemeinsam mit Thomas Kufus und seiner Produktionsfirma Zero One Film einen Zweiteiler über den Magic Hippietrail „Die Karawane der Blumenkinder“(2008). Für DW TV produzierte sie 2009 eine dreiteilige Serie über Deutsches Design „Faszination, Form, Farbe“, die für den Deutschen Wirtschaftsfilmpreis 2009 nominiert wurde.
Als Regisseurin wirkte Niemeyer bei der ARTE/RBB-Produktion 24 Stunden Berlin mit und bei der Doku-Reihe Liebe ohne Grenzen ZDF/ARTE, für die sie 2010 für den Adolf-Grimme-Preis nominiert wurde. 2011 realisierte Niemeyer für das Goethe-Institut und DW-TV den Dokumentarfilm Planet Goethe – 60 Jahre Goethe-Institut. Von Dezember 2009 bis Juni 2016 war Niemeyer als Fernseh- und Hörfunkbeauftragte des Goethe-Instituts zuständig für die Medienkooperationen. Im Anschluss leitete sie bis Juni 2022 das Goethe-Institut Thailand in Bangkok und war in dieser Funktion auch für die Kultur- und Spracharbeit in den Nachbarländern Kambodscha und Laos zuständig. Seit Juli 2022 ist Niemeyer die Direktorin des Goethe-Instituts in Usbekistan und auch verantwortlich für Programme des deutschen Kulturmittlers in Tadschikistan.
2004 und 2010 wurde sie in die Jury des Deutschen Menschenrechts-Filmpreis gewählt, 2006 war sie Mitglied der Dokumentarfilm-Jury des Filmfestes Achtung Berlin.
Niemeyer reiste regelmäßig in Krisen- und Kriegsregionen um Filmprojekte zu realisieren. Von 1999 bis 2001 unternahm sie für ein Reportageprojekt mehrere Reisen in das Kosovo. Drei Jahre später ging sie, unterstützt durch ein Reisestipendium der Internationalen Journalisten Programme, in den Libanon. Es folgten weitere Reisen als freie Berichterstatterin in Krisen- und Konfliktregionen wie Afghanistan, Ramallah, Israel, Syrien, Ägypten, Türkei, Zypern, Aserbaidschan, Nigeria, Nepal und Vietnam, aus denen sie für die ARD, DW TV und ARTE berichtete.

### Ehrenamtliches Engagement
Seit 2002 ist Niemeyer 2. Vorsitzende des Vereins MaikaeferFlieg, einer Kinderkulturbrücke in den Kosovo. Der Verein konzipierte die Ausstellung Mit anderen Augen, die den Blick von Kindern und Jugendlichen auf den Kosovokrieg zeigt.
Begleitend zu der Ausstellung veröffentlichte Niemeyer gemeinsam mit Anna Berkenbusch das dreisprachige Buch Ich denke oft an den Krieg. Mit anderen Augen – Kinder fotografieren den Krieg im Kosovo.
Im Rahmen des Projektes Mit anderen Augen beschäftigt sie sich in Vorträgen mit der unterschiedlichen visuellen Wahrnehmung von Kriegsbildern, u. a. hielt sie 2004 im Edith-Ruß-Haus für Medienkunst in Oldenburg einen Vortrag in der Veranstaltungsreihe Shock and Awe Kriegsbilder zwischen Dokumentation und Ideologie. Hierbei ging es am Beispiel der deutschen Kriegsfotografin Anja Niedringhaus um die Fragestellung, ob weibliche Kriegsreporter andere Bilder vom Krieg als ihre männlichen Kollegen machen und inwiefern sich die Wahrnehmung von Kriegsgeschehen zwischen Männern und Frauen unterscheidet.

## Filmografie
- Die Richardstraße in Neukölln, Studentenfilmprojekt, Deutschland 1987, 45 Min., Produktion: SFB Studentenfilmprojekt
- Wie Deutschland sich lieben lernt – drei Ost-West Paare berichten, Dokumentation, Deutschland 1995, 30 Min., Produktion: SFB/WDR
- Das große Schweigen – Bordelle in Konzentrationslagern, Dokumentation, Deutschland, 1995, 30 Min., Regie: Maren Niemeyer, Caroline von der Tann, Produktion: ARD/ORB
- Learys letzter Trip – Porträt des Drogen-Gurus Timothy Leary, Dokumentation, Deutschland, 1996, 55 Min., Regie: Maren Niemeyer, Roger Willemsen, Produktion: ARTE/ZDF
- Der letzte Grieche – Portrait von Anthony Quinn, Dokumentation, Deutschland 1996, 30 Min., mit Roger Willemsen, Produktion: ORB
- Willemsens Zeitgenossen – Porträt des Fußball-Nationaltrainers Berti Vogts, Dokumentation, Deutschland, 1996, 30 Min., Produktion: ZDF
- Willemsens Zeitgenossen – Porträt der jüdischen Fotografin Gisèle Freund, Dokumentation, Deutschland, 1996, 30 Min., Produktion: ZDF
- Willemsens Zeitgenossen – Porträt des Musikproduzenten Quincy Jones, Dokumentation, Deutschland, 1996, 30 Min., Produktion: ZDF
- Die neue Kunst des Kinderkriegens – Die GEO-Reportage „Weibsbilder“, Dokumentation, Deutschland, 1999, 30 Min., Produktion: SWR/ARTE
- Prinzessin für einen Tag, Schloss Hoppenrade und seine Geschichte(n), Dokumentation, Deutschland, 2001, 30 Min., Produktion: ORB
- 100 Prozent Schokolade, die Geschichte der Schweizer Schokoladenfabrik Cima Norma, Dokumentation, Deutschland, 2006, 60 Min., Produktion: ARTE
- High Sein, Frei sein, überall dabei sein – Auf dem Hippietrail nach Ibiza und Formentera, Dokumentation, Deutschland, 2007, 30 Min., Produktion: ARTE
- High Sein, Frei sein, überall dabei sein – Auf dem Hippietrail nach Kabul, Dokumentation, Deutschland 2007, 30 Min., Produktion: ARTE
- Bilderbuch Deutschland – Spreewald, Dokumentation, Deutschland, 2007, 45 Min., Produktion: RBB/ARD
- Die Karawane der Blumenkinder, Teil 1 – High sein, frei sein, Teil 2 Am Ziel der Träume. Dokumentation, Deutschland 2008, 2 × 45 Min., Produktion: WDR/SWR[7]
- Faszination Form Farbe – Design aus Deutschland, Produktdesign, Modedesign, Kommunikationsdesign, Dokumentation, Co-Regie Sissi Hüetlin, Deutschland 2009, 3 × 26 Min, Produktion: DW-TV
- 24 Stunden Berlin – Ein Tag im Leben, Co-Regie Dreh-Episode Gloria Viagra. Dokumentation, Deutschland 2009, 1 × 24 Std., Produktion: ARTE/RBB
- Liebe ohne Grenzen, Co-Regie Teil 3 Stockholm und Leipzig, Teil 4 Berlin und Wien, Dokusoap, Deutschland 2009, 4 × 26 Min, Produktion: ZDF/ARTE
- Planet Goethe – 60 Jahre Goethe-Institut – Teil 1 und 2, Dokumentation, Deutschland 2011, 60 Min., Produktion: Goethe-Institut / DW-TV

## Nominierungen
- 1987: Die Richardstraße in Neukölln, nominiert für die Goldene Taube beim Internationalen Leipziger Festival für Dokumentar- und Animationsfilm.
- 1995: Das große Schweigen – Bordelle in Konzentrationslagern, nominiert für den Prix d’Europe.
- 2009: Faszination, Form, Farbe – Kommunikationsdesign aus Deutschland, nominiert für den Deutschen Wirtschaftsfilmpreis. Der Film nahm außerdem am FIFA Filmfestival Montreal 2010 teil.
- 2010: Liebe ohne Grenzen, nominiert für den Adolf-Grimme-Preis.